# Maranthes corymbosa
Maranthes corymbosa là một loài thực vật thuộc họ Chrysobalanaceae. Loài này có ở Úc, Indonesia, Malaysia, Micronesia, Panama, Singapore, quần đảo Solomon, và Thái Lan.